# 赫尼利察 (庫皮揚斯克區)
49°59′51″N 37°12′2″E / 49.99750°N 37.20056°E
赫尼利察（烏克蘭語：Гнилиця）是位於烏克蘭東部的村莊，由哈爾科夫州庫皮揚斯克區的大布尔卢克市镇負責管轄。該村處於赫尼利察河畔，始建於1750年，面積2.34平方公里，海拔高度134米，2001年人口718。